# Cosmo Lang
Cosmo Gordon Lang, 1.° Barão Lang de Lambeth (31 de outubro de 1864 — 5 de dezembro de 1945) foi arcebispo de Iorque (1908 - 1928) e arcebispo da Cantuária (1928 - 1942).